# Friedrich Gottlieb Stebler

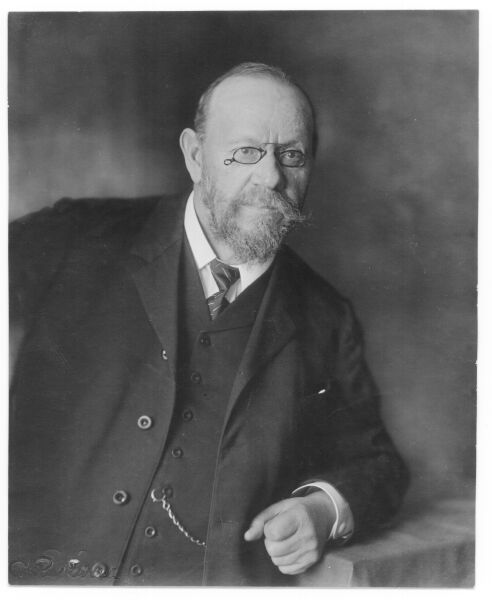
Friedrich Gottlieb Stebler

Friedrich Gottlieb Stebler (* 11. August 1852 in Safnern, Schweiz; † 7. April 1935 in Lahr, Baden-Württemberg) war ein Schweizer Futterbauwissenschaftler und Ethnograph.

## Lebensweg
Stebler, Sohn eines Landwirts, besuchte zwei Jahre die landwirtschaftliche Schule Rütti bei Bern und studierte seit 1872 Landwirtschaft an der Universität Halle (Saale). 1874 wechselte er an die Universität Leipzig, wo er 1876 mit einer Dissertation über das Blattwachstum zum Dr. phil. promoviert wurde.
Bereits 1875 gründete Stebler im Mattenhof bei Bern eine private Samen-Kontrollstation, die ab 1876 in den Räumen der Abteilung Landwirtschaft der ETH Zürich untergebracht war. 1878 ging diese Station als erste eidgenössische landwirtschaftliche Untersuchungsanstalt unter der Bezeichnung „Schweizerische Samen-Kontrollstation“ in den Besitz des Bundes über. Stebler leitete diese Station bis zum Jahre 1917.

## Forschungsleistungen
Steblers wichtigste Veröffentlichung auf dem Gebiet der Saatgutkontrolle ist das 1878 erschienene Buch Samenfälschung und Samenschutz. In den folgenden Jahren wandte er sich mehr und mehr dem Futterbau zu. Seit 1881 hat er in enger Zusammenarbeit mit Carl Schroeter umfangreiche Anbauversuche mit Futterpflanzen auf unterschiedlichen Standorten in der Schweiz durchgeführt, u. a. auf der Fürstenalp in Graubünden. Die Auswertung der Ergebnisse dieser Versuche sowie detaillierte Studien über die alpine Wiesenflora erbrachten neue Erkenntnisse über die Ökophysiologie und den Anbauwert der wichtigsten Futterpflanzen.
Stebler veröffentlichte zahlreiche wissenschaftliche Beiträge und mehrere Bücher. Unter dem Titel Die besten Futterpflanzen erarbeitete er gemeinsam mit Carl Schroeter und Albert Volkart ein vierbändiges Schweizer Wiesenpflanzen-Werk, das auch heute noch als ein Meisterwerk auf dem Gebiet der Futterbaulehre gilt. Zu Steblers auflagenstärkster Publikation entwickelte sich sein Buch Der rationelle Futterbau. Dessen erste Auflage hatte er 1881 noch im Selbstverlag herausgegeben, doch mit der verlegerischen Betreuung durch den Berliner Verlag Paul Parey sind dann bis 1926 insgesamt zehn Auflagen erschienen.
Über die zum Teil gemeinsam mit Carl Schroeter durchgeführten Forschungsarbeiten auf Schweizer Matten und Weiden sind 15 beachtenswerte Beiträge im „Landwirtschaftlichen Jahrbuch der Schweiz“ (1887–1905) erschienen. Zahlreiche Beiträge publizierte Stebler in der „Schweizerischen Landwirtschaftlichen Zeitung“, (heute: die grüne) die er 1882 und dann wieder von 1889 bis 1916 redaktionell betreut hat.
Stebler hatte 1876 die Venia legendi an der landwirtschaftlichen Abteilung der ETH Zürich erworben. Bis 1901 hielt er dort Vorlesungen über Futterbau und alpine Landwirtschaft. In seinen späteren Lebensjahren befasste er sich zunehmend mit volkskundlichen Studien. Er erforschte u. a. die Lebensbedingungen und Lebensgewohnheiten der Bevölkerung in den Walliser Bergen und veröffentlichte darüber fünf Monographien.

## Hauptwerke
- Samenfälschung und Samenschutz. Die wichtigsten Verfälschungen und Verunreinigungen der landwirthschaftlichen Sämereien, deren Erkennung und Verhütung. Praktische Anleitung für Landwirthe und Samenhändler. Bern 1878.
- Der rationelle Futterbau. Erstauflagen unter dem Titel Die Grassamen-Mischungen zur Erzielung des größten Futterertrages von bester Qualität. Vom wissenschaftlichen und praktischen Standpunkte. Selbstverlag des Autors, Bern 1881; 2. Aufl. 1883; 3. Aufl. 1895. −  Folgeauflagen unter dem Titel Der rationelle Futterbau. Praktische Anleitung für Landwirte und für den Unterricht an landwirtschaftlichen Lehranstalten, Verlag Paul Parey Berlin 4. Aufl. 1900; 5. Aufl. 1903; 6. Aufl. 1909; 7. Aufl. 1912; 8. Aufl. 1917; 9. Aufl. 1920; 10. Aufl. 1928 = Thaer-Bibliothek Bd. 10.
- Der rationelle Getreidebau in der schweizerischen Landwirtschaft. Verlag K. J. Wyss Bern 1883.
- Die besten Futterpflanzen. Vierteiliges schweizerisches Wiesenpflanzenwerk, teilweise in Zusammenarbeit mit Carl Schroeter und Albert Volkart. Verlag K. J. Wyss, Bern.
Tl. 1: 1883; 2. Aufl. 1892; 3. Aufl. 1902; 4. Aufl. 1913.
Tl. 2: 1884; 2. Aufl. 1895; 3. Aufl. 1908.
Tl. 3: Untertitel Die Alpen-Futterpflanzen. 1889.
Tl. 4: Untertitel Die besten Streuepflanzen. 1898.
- Über die Anlage und Behandlung der Streuewiesen und der Wert der verschiedenen Streuematerialien. Zürich 1888; 2. Aufl. 1892.
- Alp- und Weidewirtschaft. Ein Handbuch für Viehzüchter und Alpwirte. Verlag Paul Parey Berlin 1903.
- Volkskundliche Studien aus den Schweizer Alpen. Fünf Monographien,   erschienen als Beilagen zum „Jahrbuch des Schweizer Alpenclub“:

1. Hauszeichen aus dem Oberwallis. Die alten “Kehrtafel” der Gemeinde Münster, 1897.
2. Die Tesslen im Oberwallis oder hölzerne Namensverzeichnisse, 1897.
3. Ob den Heidereben, 1901.
4. Das Goms und die Gomser, 1903.
5. Am Lötschberg, Land und Volk von Lötschen, 1907.
6. Sonnige Halden am Lötschberg, 1913.
7. Die Vispertaler Sonnenberge, 1921.